# Аблязин, Денис Михайлович
Дени́с Миха́йлович Абля́зин (род. 3 августа 1992 года, Пенза, Россия) — российский гимнаст, олимпийский чемпион в командном многоборье (2020), шестикратный призёр Олимпийских игр (2012, 2016 и 2020), чемпион мира 2014 года в вольных упражнениях и 2019 года в команде, многократный чемпион Европы и России, победитель Универсиады 2013 года в команде. Заслуженный мастер спорта России.

## Биография
Родился 3 августа 1992 года в Пензе. Воспитанник пензенской спортивной школы олимпийского резерва по гимнастике им. Н. А. Лавровой. Выступает за Московское городское физкультурно-спортивное объединение (МГФСО). Участник чемпионатов мира и Европы 2011 года, серебряный призёр этапа Кубка мира 2010 года, чемпион России 2009 года, чемпион России 2010 года, победитель первенства России 2008 года.
В 2012 году Денис Аблязин принял участие в летних Олимпийских играх в Лондоне. В квалификации соревнований Денис выступил на всех снарядах, за исключением упражнения на коне и вышел в финал в соревнованиях на кольцах, опорном прыжке, а также в вольных упражнениях. В командном первенстве Денис выступил на трёх снарядах и за каждое из упражнений получил высокие баллы, но сборная России в итоге заняла лишь 6-е место.
В личных упражнениях Аблязин завоевал две медали. В вольных упражнениях набрал одинаковую сумму баллов с японцем Кохэем Утимурой, но уступил ему из-за меньшей оценки за технику исполнения и завоевал бронзовую медаль. В опорном прыжке Аблязин завоевал серебряную медаль, уступив лишь южнокорейскому спортсмену Ян Хак Сону.
В 2016 году в составе российской сборной Аблязин стал серебряным призёром Олимпиады в Рио-де-Жанейро в командном многоборье. Затем он завоевал серебряную медаль в опорном прыжке и бронзу на кольцах.
Студент института физической культуры Пензенского государственного университета. Является военнослужащим Росгвардии. Имеет воинское звание «прапорщик» (2016).
В 2021 году на олимпийских играх в Токио стал олимпийским чемпионом в команде. На снаряде опорный прыжок набрал одинаковое количество баллов с корейским спортсменом, но из-за меньшей сложности в двух прыжках занял второе место.

## Личная жизнь
29 сентября 2016 года женился на гимнастке Ксении Семёновой. 21 января 2017 года у них родился сын Ярослав. В 2018 пара рассталась.
Второй женой с 2020 года является Виктория Разумова. В 2023 году Аблязин стал отцом во второй раз.

## Награды
- Медаль ордена «За заслуги перед Отечеством» I степени (13 августа 2012 года) — за большой вклад в развитие физической культуры и спорта, высокие спортивные достижения на Играх XXX Олимпиады 2012 года в городе Лондон (Великобритания)[6].
- Почётная грамота Президента Российской Федерации (19 июля 2013 года) — за высокие спортивные достижения на XXVII Всемирной летней универсиаде 2013 года в городе Казань[7]
- Памятный знак «За заслуги в развитии города Пенза» (2012)[8].
- Орден Дружбы (25 августа 2016 года) — за высокие спортивные достижения на Играх XXXI Олимпиады 2016 года в городе Рио-де-Жанейро (Бразилия), проявленные волю к победе и целеустремлённость[9].
- Орден Почета (11 августа 2021 года) — за большой вклад в развитие отечественного спорта, высокие спортивные достижения, волю к победе, стойкость и целеустремленность, проявленные на Играх XXXII Олимпиады 2020 года в городе Токио (Япония)[10].